# Louise Chevillotte

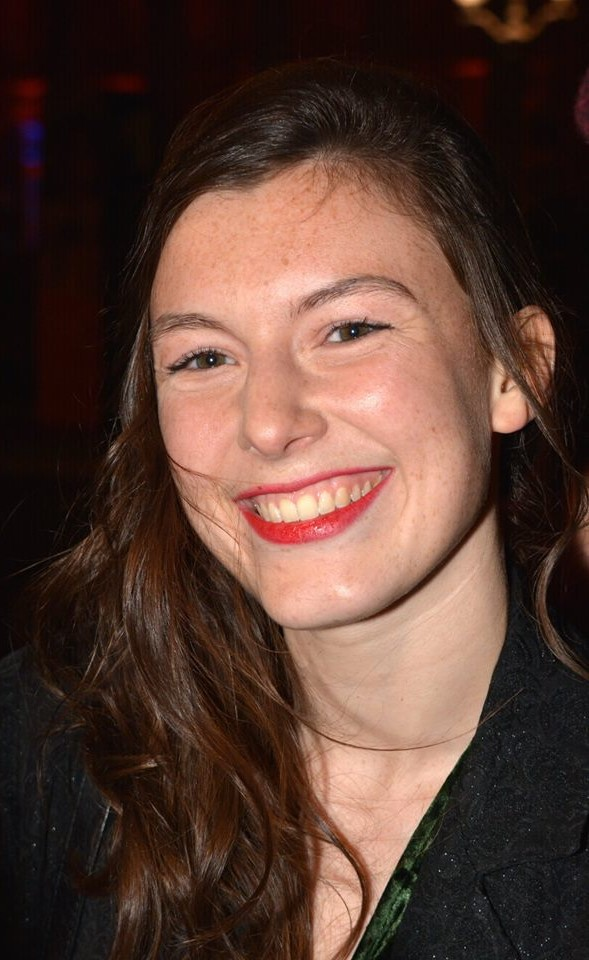
Louise Chevillotte bei der Verleihung des César 2018

Louise Chevillotte (* 2. März 1995) ist eine französische Theater- und Filmschauspielerin. 

## Leben
Louise Chevillotte wurde 1995 geboren. Sie studierte am Conservatoire national supérieur d’art dramatique in Paris. Dort wurde sie von Regisseur Philippe Garrel entdeckt, der sie neben Eric Caravaca und Esther Garrel in Liebhaber für einen Tag in ihrer ersten Filmrolle besetzte, Ariadne, der Geliebten eines Philosophieprofessors. In Synonymes von Nadav Lapid, der im Februar 2019 bei den Berlinale mit dem Goldenen Bären ausgezeichnet wurde, war sie in einer der Hauptrollen als Caroline zu sehen. Im Film Das Salz der Tränen, der Februar 2020 im Rahmen des Wettbewerbs der 70. Internationalen Filmfestspiele Berlin seine Premiere feierte, spielte sie in einer größeren Rolle Geneviève, erneut unter der Regie von Garrel.
In The World After Us, dem Langfilmdebüt von Louda Ben Salah-Cazanas, das im Juni 2021 im Rahmen der Internationalen Filmfestspiele Berlin in der Sektion Panorama gezeigt wurde, spielt sie in einer der beiden Hauptrollen Elisa. Für diese Rolle wurde Chevillotte von der Académie des César zu einer der 31 Révélations 2023, im Jahr 2022 in Erscheinung getretene, neue Gesichter des französischen Kinos, bestimmt. Eine weitere Rolle erhielt sie in dem Film Benedetta von Paul Verhoeven, der im Juli 2021 bei den Filmfestspielen von Cannes im Wettbewerb um die Goldene Palme uraufgeführt wurde. Eine weitere Hauptrolle erhielt sie in Anthony Lapias Debütfilm After, der im Februar 2023 im Rahmen der Internationalen Filmfestspiele Berlin seine Premiere feierte.

## Filmografie
- 2017: Liebhaber für einen Tag (L’amant d’un jour)
- 2019: Synonymes
- 2020: Das Salz der Tränen (Le sel des larmes)
- 2021: The World After Us (Le monde après nous)
- 2021: Benedetta
- 2021: Das Ereignis (L’événement)
- 2021: Versteckt im hohen Gras (Les hautes herbes, Fernsehserie)
- 2022: Befreite Lust (À mon seul désir)
- 2023: After
- 2023: Première affaire
- 2023: Ein Schweigen – Un Silence (Un Silence)
- 2024: Le tableau volé
- 2025: La cache